# Benetton B194
Chronologie des modèles (1994)
Benetton B193B Benetton B195
La Benetton B194 est la monoplace de Formule 1 engagée par l'écurie Benetton Formula lors du championnat du monde de Formule 1 1994. Elle est pilotée par l'Allemand Michael Schumacher, le Néerlandais Jos Verstappen, le Finlandais Jyrki Järvilehto et l'Anglais Johnny Herbert. Le pilote d'essais est le Canadien Paul Tracy. Équipée d'un moteur Ford, la B194 permet à Michael Schumacher d'obtenir en 1994 son premier titre de champion du monde. Elle a été conçue par l'ingénieur sud-africain Rory Byrne, sous la direction technique du Britannique Ross Brawn.

## Historique

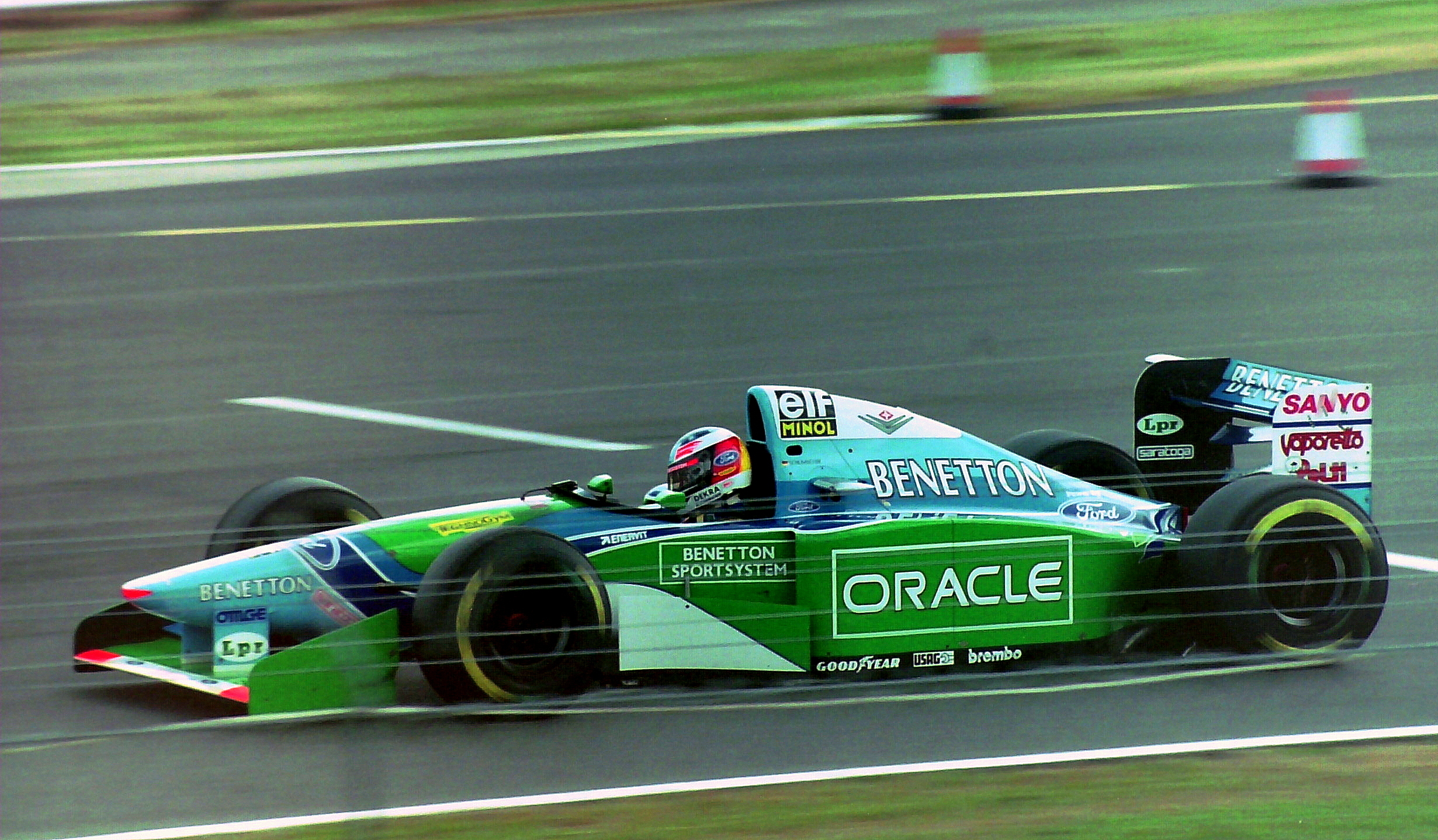
Michael Schumacher à bord de la Benetton B194 à Silverstone.

La première moitié de saison est très bénéfique pour Michael Schumacher qui remporte six des sept premières courses. Cette série s'arrête au Grand Prix de Grande-Bretagne où il est disqualifié pour non respect des drapeaux noirs, tout comme en Belgique à cause d’un fond plat non conforme. Le pilote allemand est ensuite exclu pour les deux courses suivantes et revient au Grand Prix d'Europe où il signe une nouvelle victoire. À la fin de la saison, il remporte son premier titre de champion du monde.
Son coéquipier, Jos Verstappen commence sa saison par deux abandons et, dès la troisième manche du championnat, est remplacé par Jyrki Järvilehto qui apporte un point à l'écurie au Grand Prix du Canada. Verstappen fait son retour en course au Grand Prix suivant et monte à deux reprises sur le podium, en Hongrie et en Belgique. Mais ses résultats ne satisfont pas Benetton et le Néerlandais est remplacé par Johnny Herbert pour les deux dernières courses, qui seront créditées par deux abandons.

## Résultats en championnat du monde de Formule 1

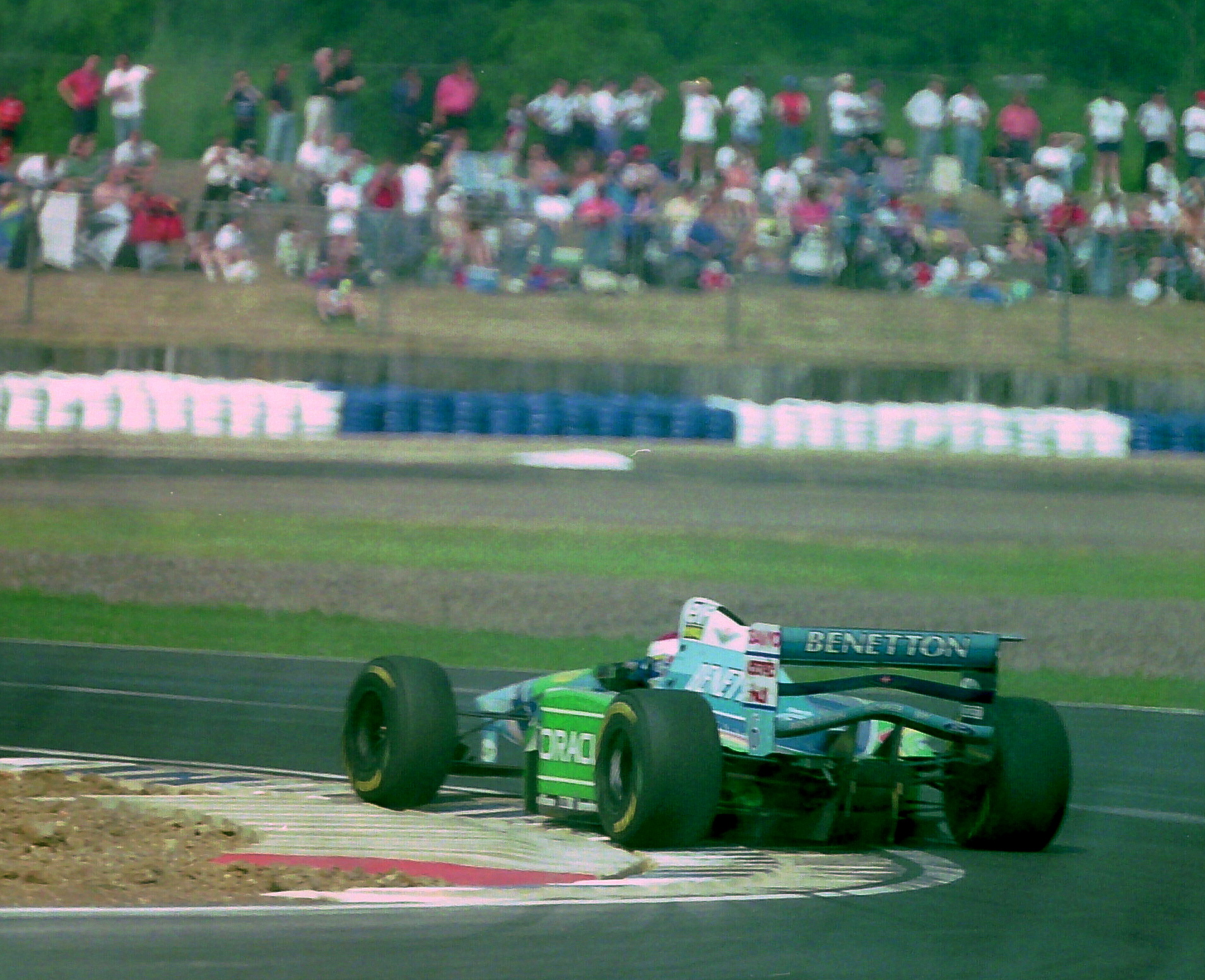
L'arrière de la Benetton B194 de Jos Verstappen au Grand Prix de Grande-Bretagne 1994.

| Saison | Écurie                   | Moteur                       | Pneus    | Pilotes            | Courses | Courses | Courses | Courses | Courses | Courses | Courses | Courses | Courses | Courses | Courses | Courses | Courses | Courses | Courses | Courses | Points inscrits | Classement |
| Saison | Écurie                   | Moteur                       | Pneus    | Pilotes            | 1       | 2       | 3       | 4       | 5       | 6       | 7       | 8       | 9       | 10      | 11      | 12      | 13      | 14      | 15      | 16      | Points inscrits | Classement |
| ------ | ------------------------ | ---------------------------- | -------- | ------------------ | ------- | ------- | ------- | ------- | ------- | ------- | ------- | ------- | ------- | ------- | ------- | ------- | ------- | ------- | ------- | ------- | --------------- | ---------- |
| 1994   | Mild Seven Benetton Ford | Ford-Cosworth EC Zetec-R V10 | Goodyear |                    | BRÉ     | PAC     | SMR     | MON     | ESP     | CAN     | FRA     | GBR     | ALL     | HON     | BEL     | ITA     | POR     | EUR     | JAP     | AUS     | 108             | 2e         |
| 1994   | Mild Seven Benetton Ford | Ford-Cosworth EC Zetec-R V10 | Goodyear | Michael Schumacher | 1er     | 1er     | 1er     | 1er     | 2e      | 1er     | 1er     | Dsq     | Abd     | 1er     | Dsq     |         |         | 1er     | 2e      | Abd     | 108             | 2e         |
| 1994   | Mild Seven Benetton Ford | Ford-Cosworth EC Zetec-R V10 | Goodyear | Jos Verstappen     | Abd     | Abd     |         |         |         |         | Abd     | 8e      | Abd     | 3e      | 3e      | Abd     | 5e      | Abd     |         |         | 108             | 2e         |
| 1994   | Mild Seven Benetton Ford | Ford-Cosworth EC Zetec-R V10 | Goodyear | Jyrki Järvilehto   |         |         | Abd     | 7e      | Abd     | 6e      |         |         |         |         |         | 9e      | Abd     |         |         |         | 108             | 2e         |
| 1994   | Mild Seven Benetton Ford | Ford-Cosworth EC Zetec-R V10 | Goodyear | Johnny Herbert     |         |         |         |         |         |         |         |         |         |         |         |         |         |         | Abd     | Abd     | 108             | 2e         |

Légende : ici 